# Jacques Nicquet

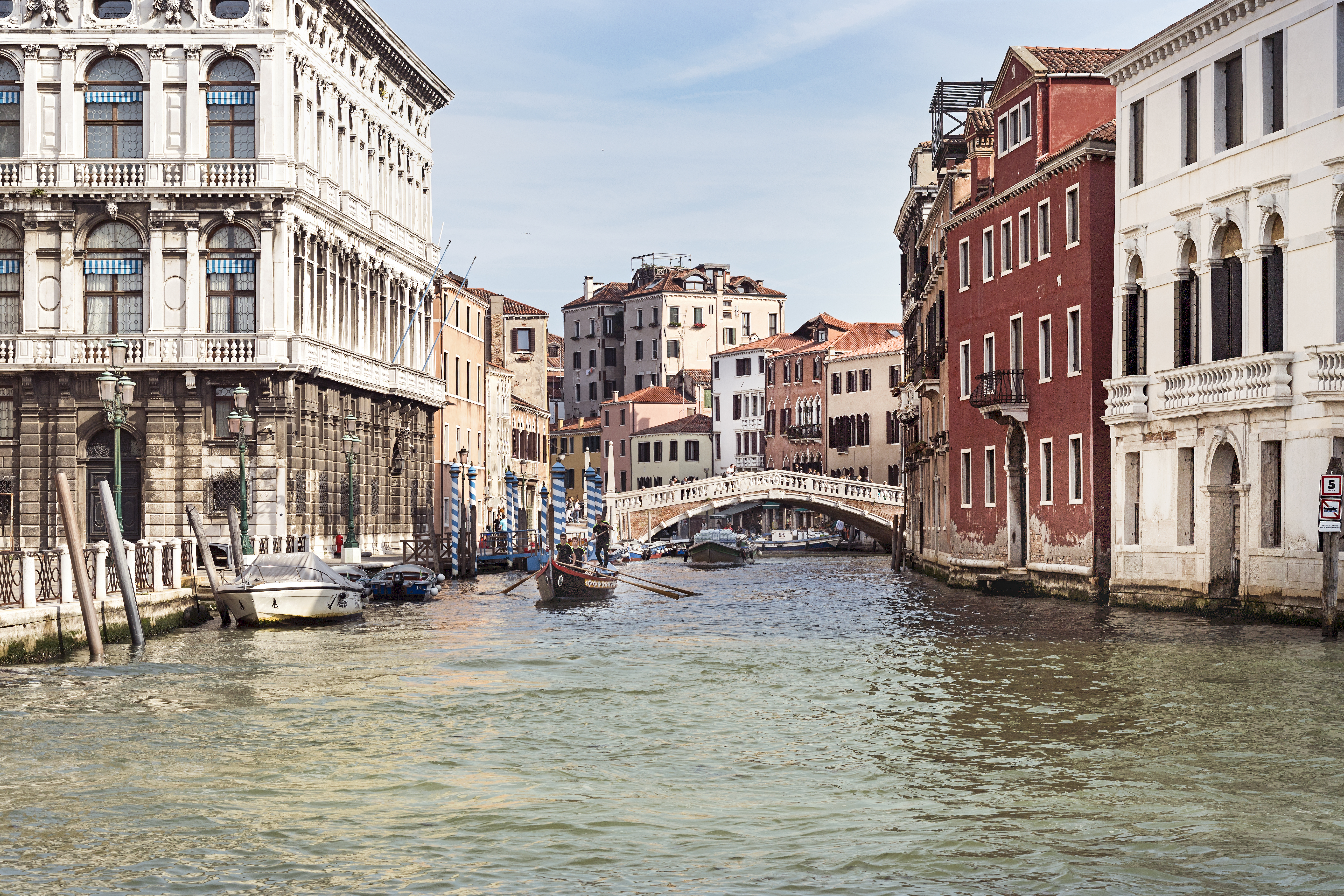
Het kanaal van Cannaregio

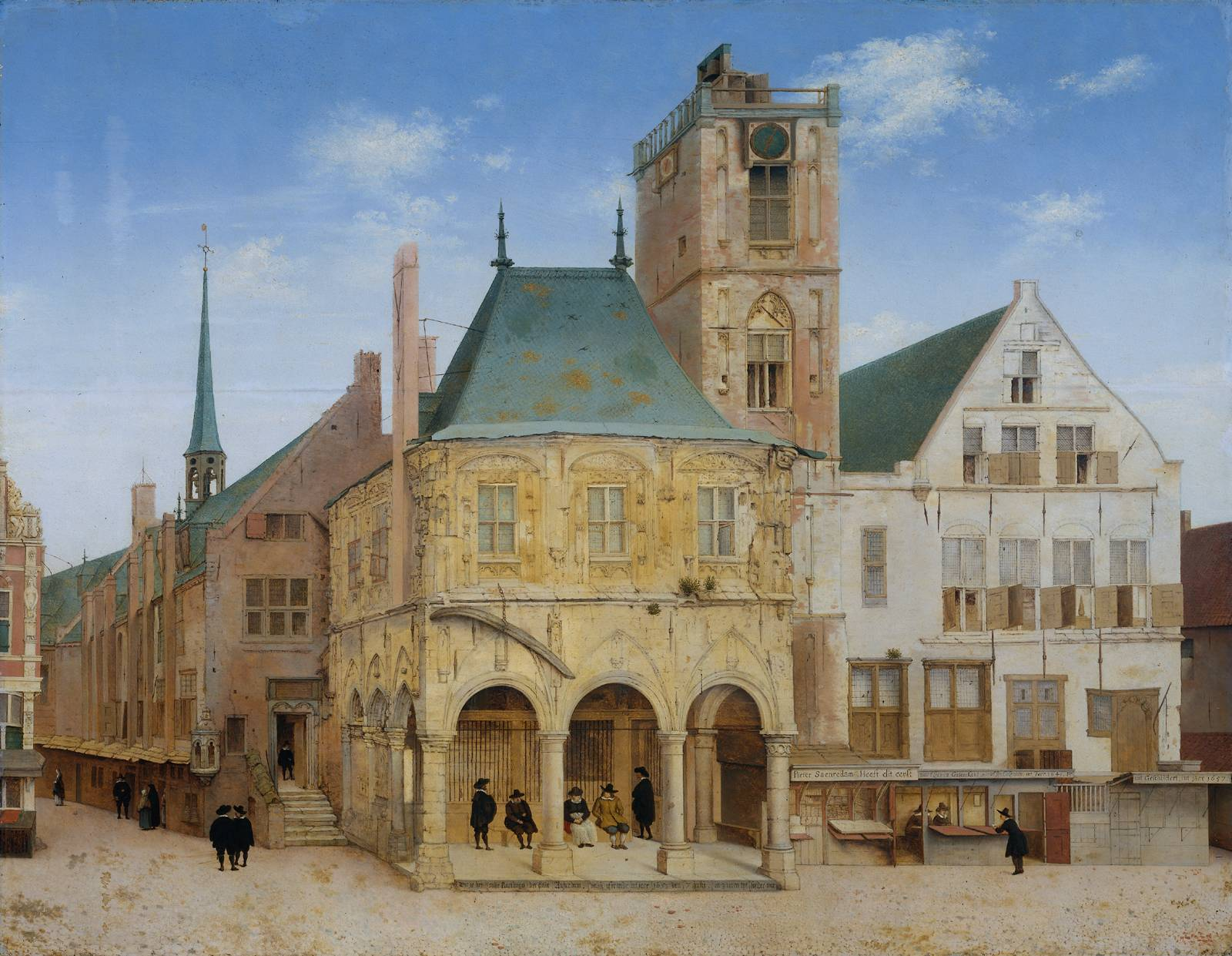
Het oude raadhuis van Amsterdam, waarin in 1609 de Wisselbank gevestigd werd. Pieter Janszoon Saenredam, 1657.

Jacques Nicquet (Antwerpen, ca 1571-Amsterdam, 1642) was koopman, verzekeraar en kunstverzamelaar uit de eerste helft van de 17e eeuw.

## Biografie
Nicquet was een telg uit een Antwerpse koopmansfamilie. Hij was de zoon van Jan Nicquet, die na de val van Antwerpen naar het Noorden was geëmigreerd. Mogelijk woonde de familie eerst in Haarlem, waar zijn zuster Margaretha in 1588 trouwde met Gerard Reynst. Rond 1593 verhuisde de familie naar de Warmoesstraat in Amsterdam; Nicquet vertrok in hetzelfde jaar naar Venetië, waar hij zijn oudste broer afloste, die in 1599 overleed. Jacques woonde een aantal jaren in een stadspaleis in Cannaregio. In 1602 keerde hij terug en trouwde in 1603 met Constantia de Haze, een schoonzuster van zijn broer.
Nicquet dreef samen met zijn zwager Reynst een handel op Italië en de Cyprus, Candia, de Levant, of Egypte. Ze handelden in graan en bonen, maar schijnen ook in de handel in zijde en zijden stoffen geïnteresseerd te zijn geweest. Nicquet kreeg in 1603 als voogd een rol in de opvoeding van de kinderen van zijn zuster Margaretha, die in het kraambed stierf. In 1607 namen de beide compagnons deel in de expeditie van Wybrand van Warwijck. In 1613 werd Reynst benoemd tot gouverneur in Oost-Indië en heeft zijn zwager gemachtigd zijn belangen te behartigen in Italië, Spanje, Portugal, Frankrijk, Engeland en de Baltische staten.
Nicquet nam ook deel aan de handel op Guinee. Talrijke bekende Hollandse en Zeeuwse kooplieden waren bij dit bedrijf betrokken: Balthasar de Moucheron, Daniel van der Meulen, Jacques de Velaer, Hans van der Veken, Laurens Bicker, Claes van Adrichem, Jacob Boreel, Jonas Witsen, en Gerrit Reynst.
Blijkens zijn bewindhebberschap van de Noordsche Compagnie had hij tevens belangen in de walvisvaart.

Reeds in 1611 waren op verschillende plaatsen des lands, met name te Amsterdam, Schiedam, Hoorn, Enkhuizen en Middelburg, inschrijvingen gedaan om de zo winstgevende nieuwe nering der walvisvangst ook in Nederland te vestigen. De zaak had toen op zulk een uitgebreide schaal nog geen voortgang; voorlopig verenigden zich Lambert van Tweenhuysen, Jacques Nicquet, Jacques Mercys en enige andere Amsterdamse kooplieden, wier namen hun Zuid-Nederlandse afkomst verrieden, tot een compagnie, die ten doel had de walvisvangst in de IJszee te beginnen. De vereniging rustte dadelijk in 1612 een schip van 140 last uit, bemande het met 36 koppen en zond het onder bevel van Willem Cornelisz. van Muyden naar Spitsbergen met patent van graaf Maurits "om aldaer Walrussen te bekomen, ofte anders haer profyt te soecken".

## Kunstcollectie en faillissement
In 1612, na het overlijden van zijn moeder, erfde hij de kunstcollectie, waaronder zestig schilderijen, voornamelijk landschappen, penningen en kunstboeken, o.a. van Lucas van Leyden en Albrecht Dürer. Karel van Mander beschreef enkele schilderijen in zijn Schilder-boeck. Nicquet liet een huis bouwen op Herengracht 130, dat in 1613 werd voltooid. Een schilderij van Giovanni Contarini, een leerling van Titiaan, was prominent opgehangen in de zijkamer. Daarnaast bezat hij een portret van zijn vader, een gravure door Hendrick Goltzius. 
In de jaren 1609 tot en met 1620 verrekende hij grote bedragen via de Amsterdamse Wisselbank. Reeds op 19 september 1617 was hij niet zeker van zijn zaak. Nicquet liet bij de notaris op schrift stellen, dat geen van de crediteuren voorrang zou hebben op de anderen als hij hier of elders failliet ging. In 1619 rustte hij een schip uit (de Geluckige Leeuw) samen met o.a. Elias Trip. Dirck Hartog trad in dienst als schipper en voer naar de Adriatische Zee om Venetië te beschermen tegen Habsburgse, Spaanse en Uskokse aanvallen. Met zijn zwager Tymen J. Hinlopen reedde hij in dat jaar twee schepen uit op Nieuw-Nederland. Op 23 april en 27 mei 1621 verzocht de Staten-Generaal der Nederlanden bij de Admiraliteit van Amsterdam en Zeeland enige spoed te betrachten met de afhandeling van zijn in beslag genomen goederen. De aanleiding is onduidelijk. In september 1621 failleerde Nicquet vanwege zijn schuld: zeshonderdduizend gulden volgens Suriano. De oorzaak lag volgens Van Dillen in de economische crisis van 1621, die mede in verband stond met de geldverwarring in Duitsland , maar volgens de Venetiaanse resident in 's-Gravenhage waren er heel wat Venetiaanse kooplieden, waar ook een financiële crisis was uitgebroken na de Uskokoorlog, geïnteresseerd in dit faillissement. Suriano reisde naar Amsterdam om beslag te leggen op de muskaten, rijst, anijs en andere waren, maar de boeken, brieven en papieren waren door de vrienden van Nicquet (dat wil zeggen zijn zwagers) verduisterd, zodat men niet kon uitmaken wie de eigenlijke schuldeisers waren.
In 1620 was Nicquet met Geertruida Hinlopen getrouwd. Vanwege zijn faillissement in augustus/september 1621 schoot zijn vrouw er 90.000 gulden (de bruidsschat) bij in. Zij heeft met behulp van haar broers Jacob, Tymen en Frans al het zilverwerk in veiligheid gebracht. Geertrui Hinlopen stierf op 8 juli 1622. De weduwnaar Nicquet "verkocht" het pand Herengracht 130 aan zijn zwager, Jacob J. Hinlopen en betrok de Oranjeappel aan de Keizersgracht (nr 345). Het schilderij met de heilige Sint Sebastiaan van Contarini kwam terecht bij zijn neef Jan J. Hinlopen.
In 1628 reist Nicquet opnieuw en voor drie jaar naar Venetië, waar zijn neef Jan Reynst en de kunsthandelaar Daniël Nijs resideerden. De boedel, opgemaakt na zijn overlijden in 1642, bevatte 37 schilderijen. Zijn kunstboeken had hij beleend bij zijn neef Mr Gerard Reynst. Michiel Hinloopen erfde enkele prenten.